# モンテ・イーゾラ
モンテ・イーゾラ（伊: Monte Isola）は、イタリア共和国ロンバルディア州ブレシア県にある、人口約1,600人の基礎自治体（コムーネ）。
イゼーオ湖に浮かぶ同名の島（モンテ・イーゾラ島）に位置している。

## 地理

### 位置・広がり
ブレシア県西部のコムーネ。県都ブレシアから北北西へ22km、ベルガモから東へ31km、州都ミラノから東北東へ74kmの距離にある。

#### 隣接コムーネ
隣接するコムーネは以下の通り。括弧内のBGはベルガモ県所属を示す。
- イゼーオ
- マローネ
- パルツァーニカ (BG)
- サーレ・マラジーノ
- スルツァーノ
- タヴェルノラ・ベルガマスカ (BG)

### 地震分類
イタリアの地震リスク階級 (it) では、3 に分類される
。

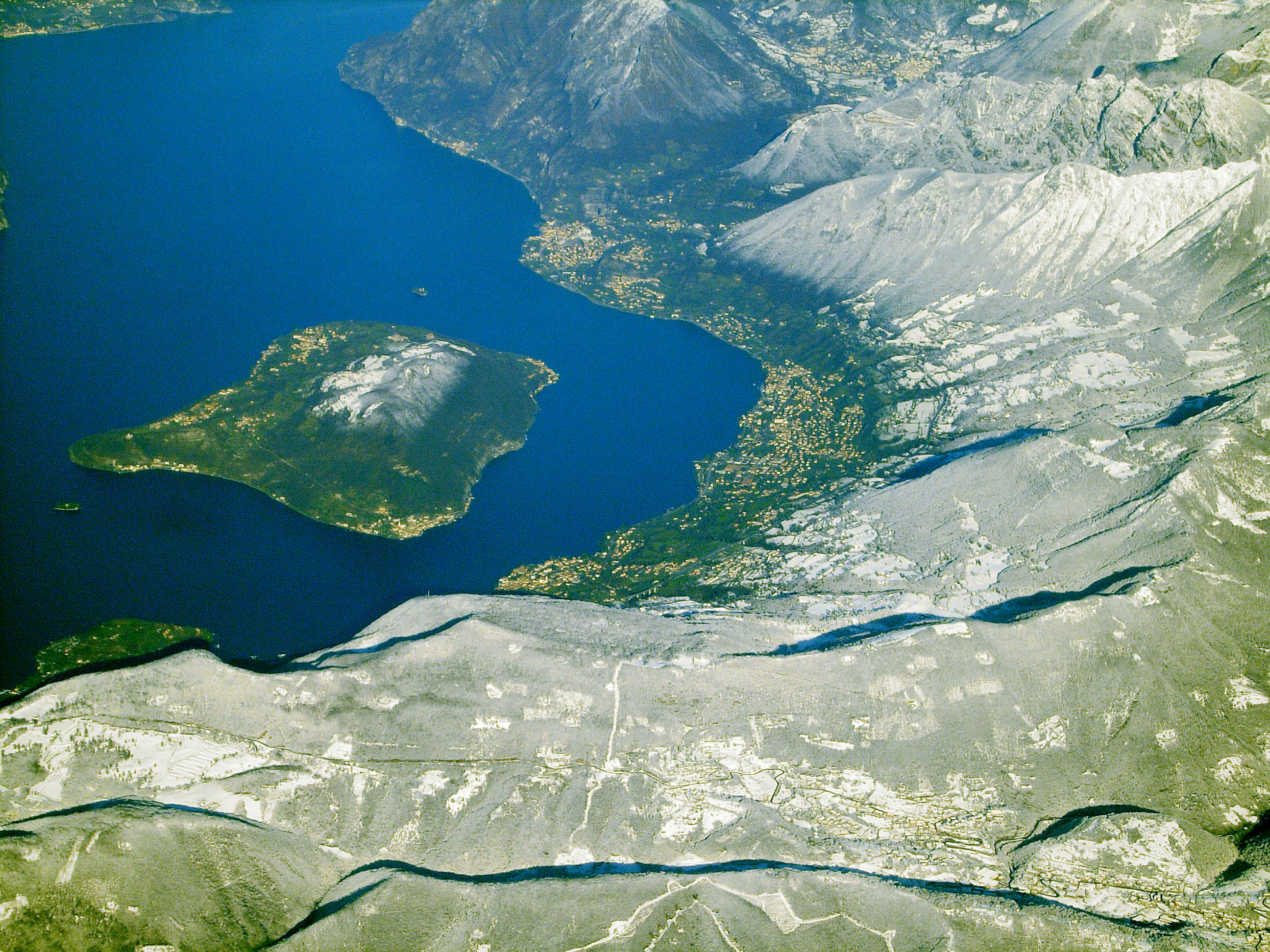
イゼーオ湖空撮
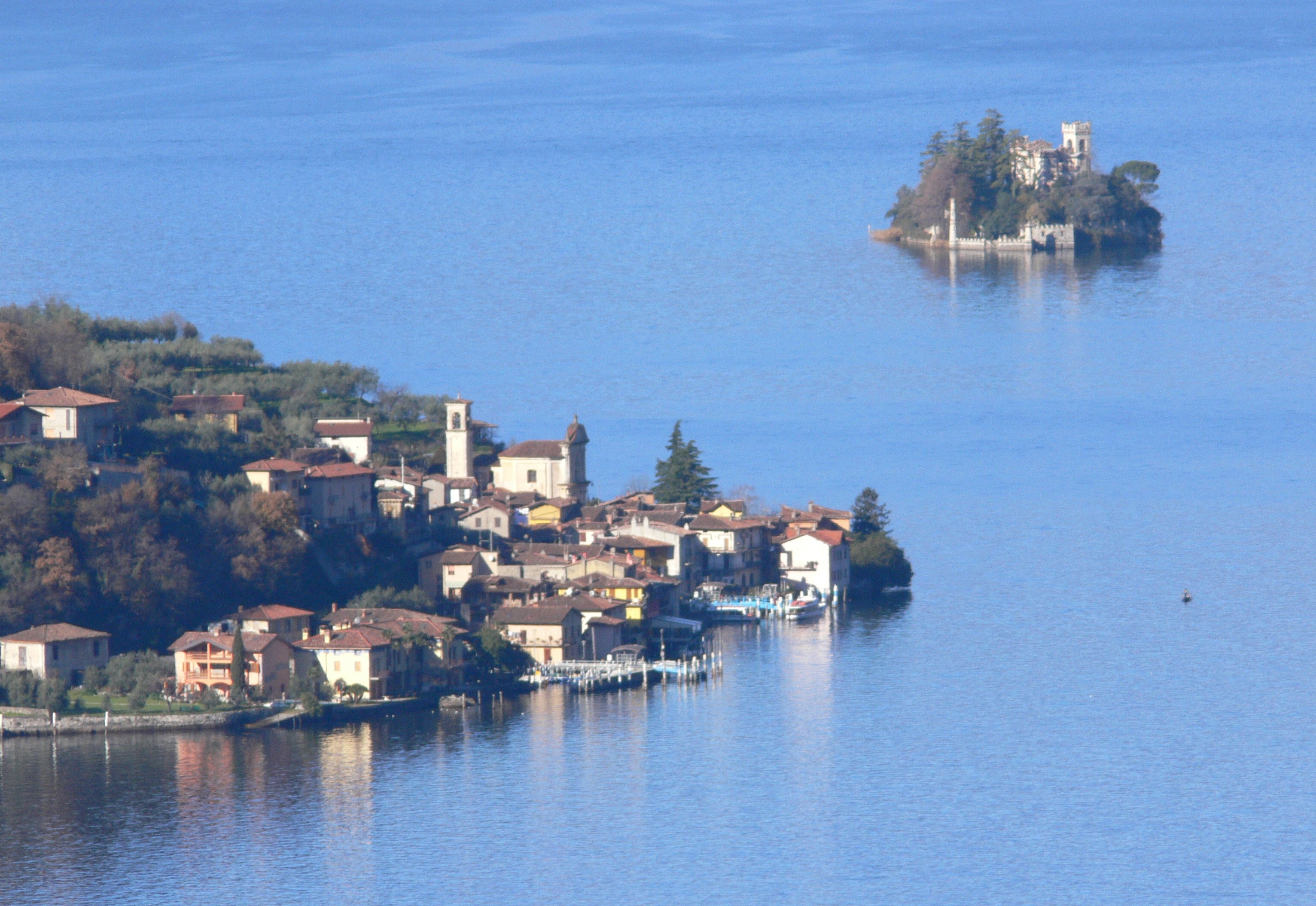
Carzano集落とロレート島

## 行政

### 山岳部共同体
広域行政組織である山岳部共同体「セビーノ・ブレシャーノ山岳部共同体」 (it:Comunità montana del Sebino Bresciano) （事務所所在地: サーレ・マラジーノ）を構成するコムーネの一つである。

## 文化・観光
「イタリアの最も美しい村」クラブ加盟コムーネである。